# Bibliotheca universalis
Le Bibliotheca universalis (1545 – 1549) fut le premier catalogue complet et universel des ouvrages imprimés du premier siècle de l'imprimerie. Il s'agissait d'une bibliographie alphabétique répertoriant tous les livres connus imprimés en latin, grec ou hébreu. 

## Bibliotheca(1545)
Conrad Gessner, naturaliste et physicien suisse a commencé à compiler ses vastes travaux dans son Bibliotheca universalis à l'âge de 25 ans. Il était motivé entre autres par la crainte de la disparition de précieux manuscrits, comme lors de la destruction de la bibliothèque de Buda par les Turcs en 1526. Gessner cherchait à regrouper toutes les œuvres « ayant subsité ou non, anciennes ainsi que d'autres plus récentes, jusqu'à nos jours, [les œuvres] savantes ou non, [tout comme les œuvres] publiées ou cachées dans [des manuscrits] dans des bibliothèques,. » Il publia son ouvrage en 1545 à Zurich, après environ quatre ans de recherche. À cette époque, il écrivait : « Pour être honnête, je me réjouis et je remercie Dieu parce que je suis enfin sorti du labyrinthe dans lequel j'étais pris au piège pendant près de trois ans,. » Son Biliotheca universalis comportait également sa propre bio-bibliographie. Le Bibliotheca universalis a été la première bibliographie moderne d'importance publiée depuis l'invention de l'imprimerie,, et à travers elle, Gessner est devenu connu en tant que « père de la bibliographie ».  
Son ouvrage avait pour objectif de donner un aperçu complet des écrits connus en latin, grec et en hébreu ainsi que de répertorier tous les auteurs connus (il incluait près de 1 800,, 3 000 ou 5 000 auteurs selon les sources). Gessner regroupait les auteurs avec les titres de leurs œuvres, de courtes biographies et des détails sur leur publication, notamment le lieu d'impression, les imprimeurs et les éditeurs. Il y ajoutait ses propres annotations, commentaires et ses appréciations sur la nature et le mérite de chaque rubrique. Le Bibliotheca universalis comportait entre 12 000 et 15 000 entrées,,,. Le degré d'exhaustivité auquel Gessner aspirait était novateur : son ouvrage référençait des livres censurés par exemple. Gessner considérait que son travail devait se limiter à lister des œuvres et il préférait laisser aux autres la liberté de faire leurs propres sélections et jugements, .
Gessner poursuivait les travaux de Jean Thrithème sur le catalogage d'œuvres. Gessner admirait les systèmes de Thrithème sur lesquels il s'est calqué ; il a cependant poussé encore plus loin dans le concept du catalogage. Theodore Besterman, dans The Beginnings of Systematic Bibliography, suggère que les travaux de classification des connaissances de Gessner ont été précurseurs des travaux de Francis Bacon et de toutes les encyclopédies qui ont suivi.

## Pandectae(1548)
En 1548, Gessner publia un index thématique en complément à son Bibliotheca universalis. Dans un format grand folio, le Pandectarum sive Partitionum universalium Conradi Gesneri Tigurini, medici & philosophiae professoris, libri xxi (Pandectae), contenait 30 000 entrées thématiques. Le titre Pandectae ferait référence aux Pandectes ou Digeste, une œuvre juridique ordonnée par l'empereur byzantin Justinien Ier et publiée en 533, consistant en un recueil de citations de jurisconsultes romains.

## Remarques
1. ↑  « Bibliothèque » (au sens ancien de « bibliographie »), et « universelle » en ce qu’elle envisage tous les domaines de la connaissance[1]
2. ↑  Bien que ce terme n'ait été employé pour la première fois qu'à la moitié du XVIIe siècle[3]
3. ↑  En comptant l'Annexe[5]

1. ↑  (en) « extant and not, ancient and more recent down to the present day, learned and not, published and hiding [in manuscript] in libraries. »
2. ↑  (en) « In truth I rejoice and thank God because I have finally gotten out of the labyrinth in which I was trapped for almost three years »
3. ↑  (en) « No author was spurned by me, not so much because I considered them all worthy of being cataloged or remembered, but rather to satisfy the plan which I had set for myself, simply to enumerate without selection all [writings] which happened.... We only wanted to list them, and left the selection and judgment free to others. »